# K2-9 b
K2-9 b, также K2-09 b или EPIC 201465501 — экзопланета у красного карлика K2-9, находящегося в созвездии Девы на расстоянии примерно 66 парсек. Предполагается, что эта экзопланета может быть обитаемой.

## Характеристики планеты
K2-9 b всего на 5 % ближе к своей звезде, чем эффективная земная орбита, поэтому скорее всего, она — тёплый живой рай. Но она расположена так близко к своему красному карлику, что, возможно, находится у него в приливном захвате, тогда жизнь на ней будет возможна только на границе между освещённой и теневой сторонами. При наличии наклона оси — в пределах полярных кругов. Но K2-9 b сможет стать полноправным кандидатом на звание «близнеца» Земли, если не окажется в приливном захвате у своей звезды, потому что в остальном она очень похожа на Землю. Масса, размер и период вращения вокруг материнской звезды планеты K2-9 b, очень близки к характеристикам планеты K2-132 b.